# James E. Ferguson
James Edward "Pa" Ferguson (31 de agosto de 1871 — 21 de setembro de 1944) foi o 26º governador do estado americano de Texas, de 19 de janeiro de 1915 a 25 de agosto de 1917.